# Macrognathus pavo
Macrognathus pavo är en fiskart som beskrevs av Ralf Britz 2010. Macrognathus pavo ingår i släktet Macrognathus och familjen Mastacembelidae. IUCN kategoriserar arten globalt som otillräckligt studerad. Inga underarter finns listade i Catalogue of Life.